# The Rattlesnake
The Rattlesnake är en ryttarstatyett av den amerikanske konstnären Frederic Remington. Statyetten var en av Remingtons populäraste, efter Bronco Buster.
Statyetten avbildar en cowboy som rider på en häst som skräms av en skallerorm. Ryttaren, med mustasch och byxholkar av ylle, lutar sig framåt och tar ett grepp om hästens man med ena handen och håller sin hatt i den andra.
Frederic Remington modellerade skulpturen, 52 centimeter hög, 1905. Den göts i brons enligt förlorat vax-metoden av Roman Bronze Works i New York i elva exemplar i en första upplaga. År 1908 arbetade Remington om skulpturen och modellerade en ny version, som var något större. I den versionen har hästens ben en något annorlunda utformning, samtidigt som ryttarens kropp är ytterligare framåtböjd. Av den senare versionen har ett större antal exemplar gjutits.
Ett exemplar av den första versionen fanns uppställd i Ovala rummet eller Oval Office Study i Vita huset under Ronald Reagans och George H.W. Bushs tid, som pendang till Bronco Buster. En uppförstorad skulptur av den andra versionen restes 1999 i Jonesboro, Arkansas.

## Bildgalleri

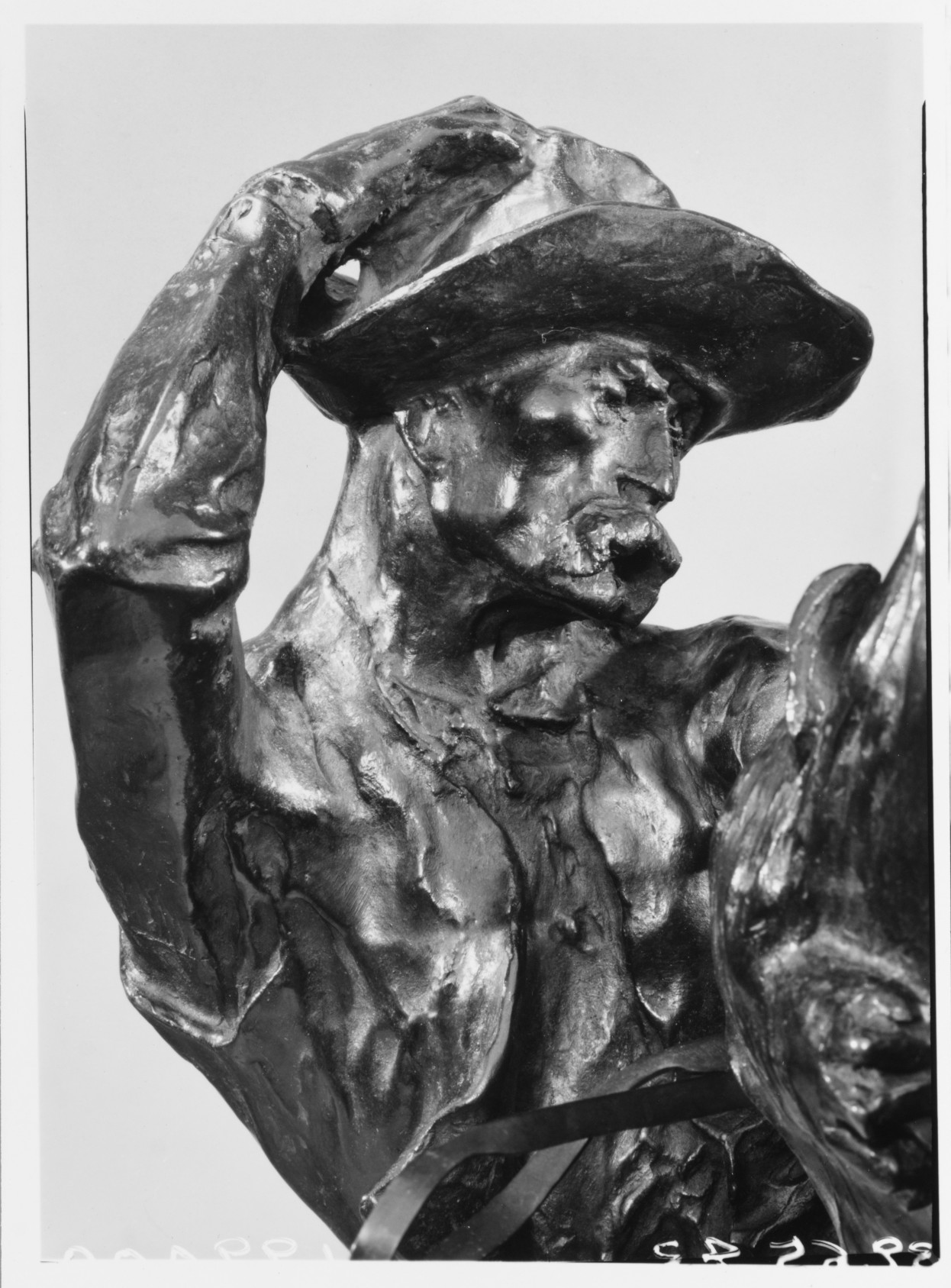
Detalj av statyetten
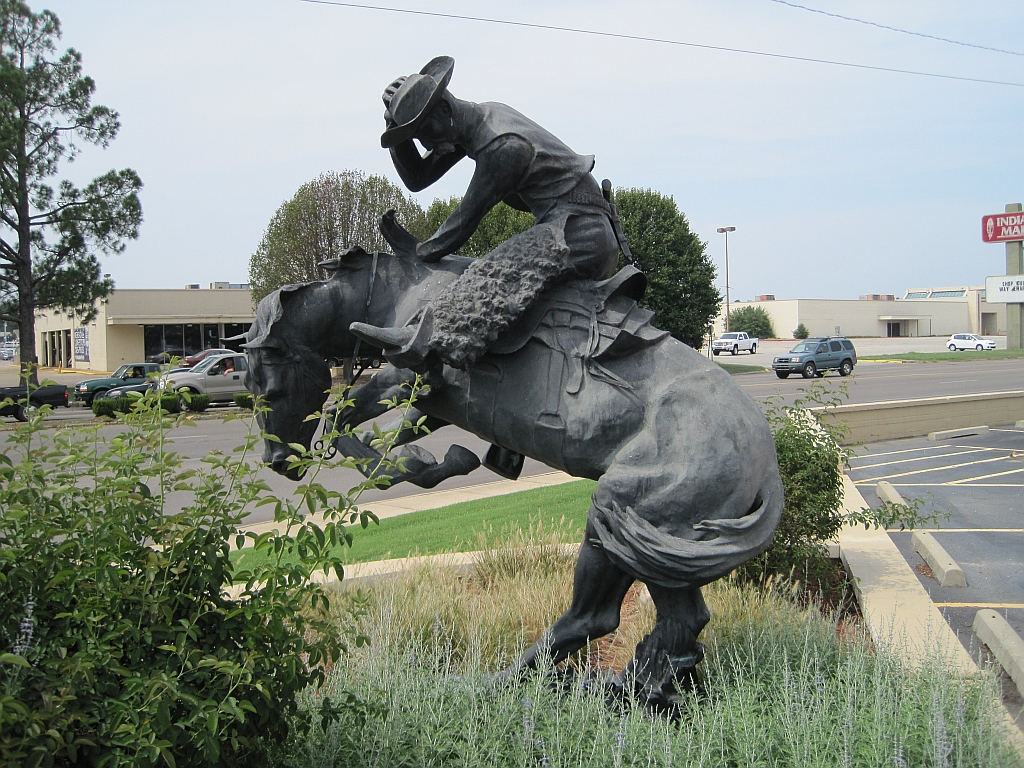
Skulpturen i stort format, rest i Jonesboro, Arkansas
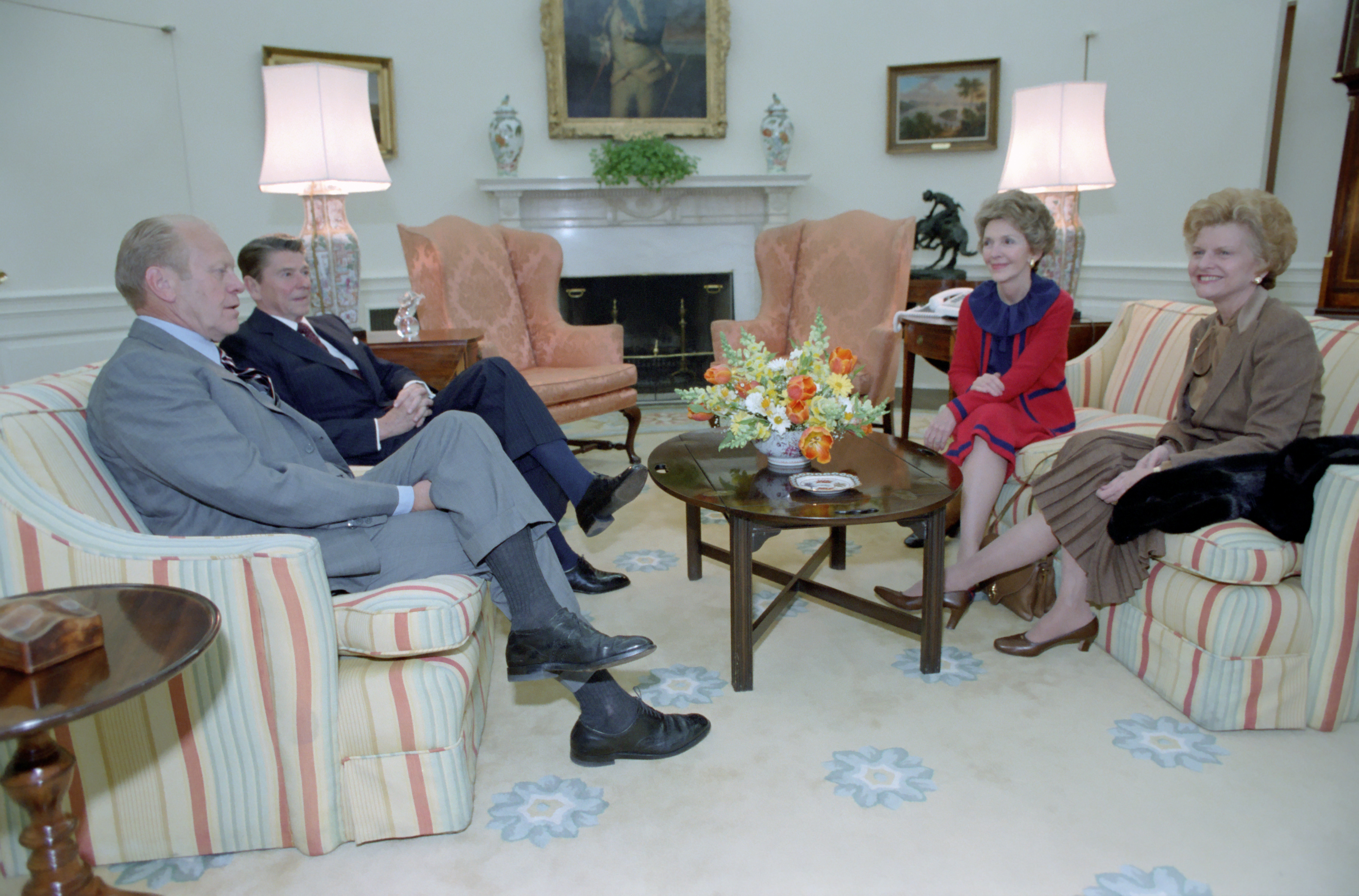
Paret Ford i Ovala rummet hos presidentparet Reagan, 1981, med The Rattlesnakei bakgrunden
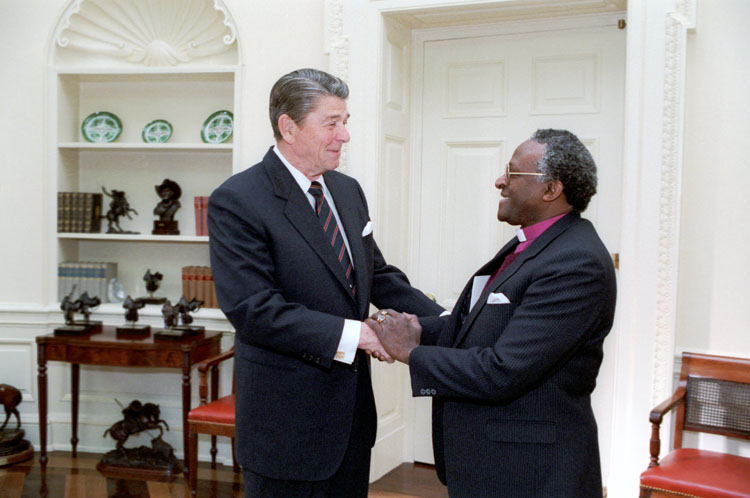
Ronald Reagan och Desmond Tutu i Ovala rummet 1984, med ryttarstatyer av Frederic Remington i bakgrunden